# 日本岩瓷蟹
日本岩瓷蟹（学名：Petrolisthes japonicus）为瓷蟹科岩瓷蟹屬下的一个种。